# Marie Louis Henry de Granet-Lacroix de Chabrières
Marie Louis Henry de Granet-Lacroix de Chabrières (Bollène, 1º marzo 1807 – Magenta, 4 giugno 1859) è stato un militare francese.

## Biografia
Marie Louis Henry de Granet-Lacroix de Chabrières era figlio del Barone Pierre Henry Joseph e di Claudine Olympe de Lancelin de Larolière.
Intrapresa la carriera militare, entrò nella scuola di Saint-Cyr nel 1825, prestando quindi servizio nel 19º reggimento di fanteria leggera col quale prese parte all'assedio di Anversa del 1832. Venne decorato per questa operazione il 9 gennaio del 1833 con la croce di cavaliere della Legion d'onore e successivamente, il 26 aprile 1837, venne promosso capitano.
Con il 19º reggimento fanteria leggera sbarcò in Africa nel 1841. Il 16 ottobre 1842, divenne maggiore del 13º reggimento di fanteria leggera di stanza in Algeria e venne ferito il 3 maggio di quello stesso anno durante un combattimento a Boukoulouf.
Aderì alla legione straniera francese nel 1843 e venne posto al comando del 2º battaglione, di stanza a Bône. Agli ordini di Enrico d'Orléans, duca di Aumale, egli prese il comando delle colonne di Aurès, Sétif e in Némentcha, e quindi nel settore di Collo, Bougie e Guelma, dal marzo del 1844. Il 20 agosto 1845 venne nominato Ufficiale della Legion d'Onore e si distinse in diverse operazioni, soprattutto a Tébessa nel 1846.
Nel gennaio del 1848 si dimise dall'esercito, ma sette anni dopo (col grado puramente formale di colonnello), riprese il servizio militare ponendosi a capo del 2º reggimento della Legione Straniera formando i propri battaglioni a Besançon nel febbraio 1855.
Il 29 maggio di quello stesso anno egli ottenne la permuta di titolo col colonnello de Caprez, combattendo quindi all'assedio di Sebastopoli l'8 settembre. Egli si pose alla testa delle truppe che entrarono nella città conquistata.

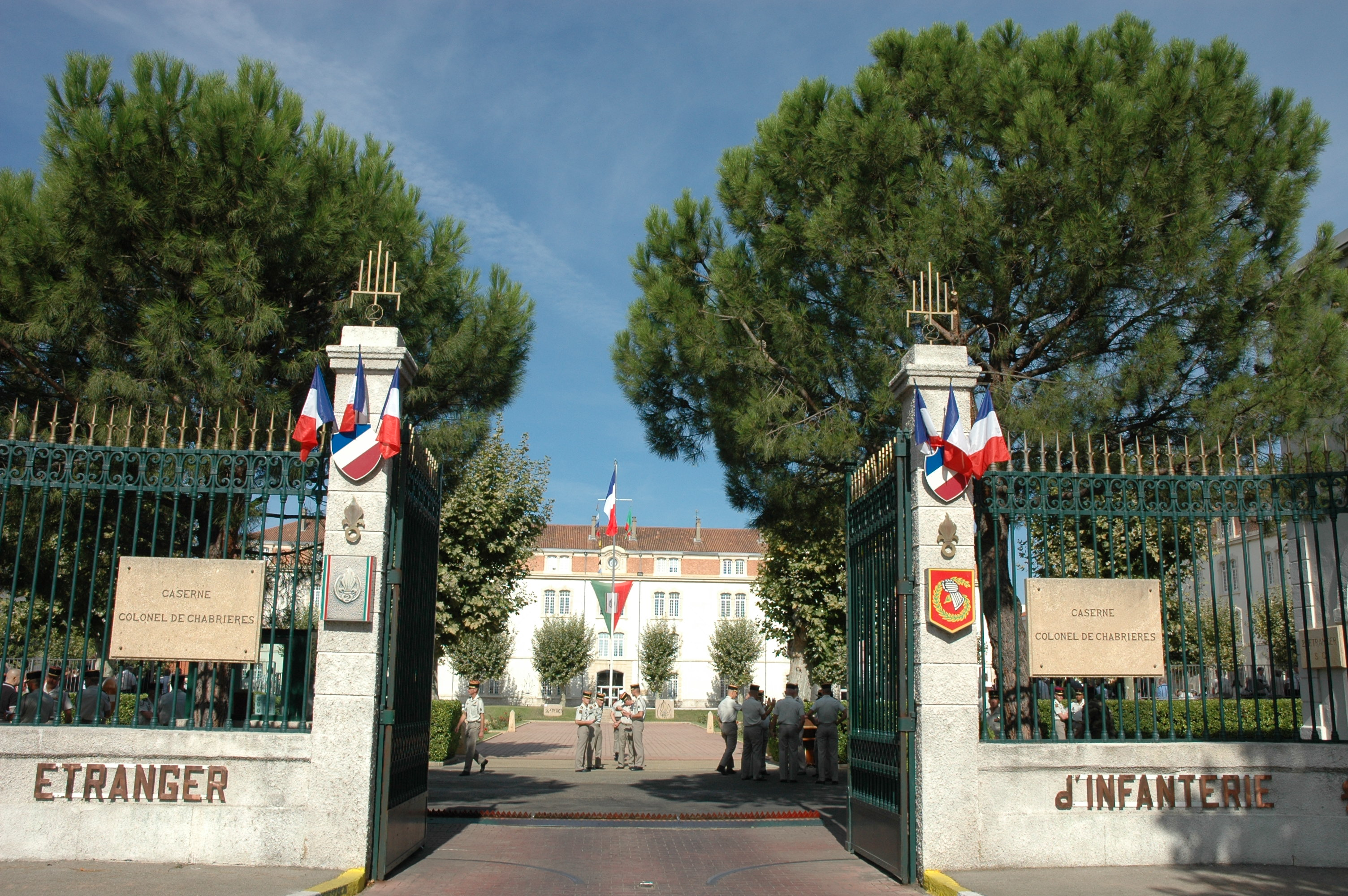
Caserma del 2º reggimento di fanteria della legione straniera dedicato a Chabrières

Il 16 aprile 1856 ottenne ufficialmente il comando dei reggimenti assegnatigli e nel giugno 1856, fece ritorno in Algeria con la Legione Straniera ricostituendo le sue armate.
Dopo la guerra di Crimea, egli tornò nuovamente in Algeria dove dovette sostenere alcuni scontri per la pacificazione del paese, divenendone capo della polizia locale.
Nel marzo del 1859 il 2ª Legione Straniera venne designato alla campagna d'Italia ed il 19 aprile di quello stesso anno egli si imbarcò a Marsiglia per raggiungere Genova. Toccò terra il 26 aprile ed il 4 giugno 1859 prese parte alla battaglia di Magenta, sempre col grado di colonnello. Qui, durante le operazioni, venne colpito da una palla di fucile in pieno petto mentre tentava di caricare gli austriaci alla testa dei propri legionari.
Venne sepolto nel piccolo cimitero di St Férréol presso le antiche rovine del castello di Chabrières, nel distretto di Bollène, dove riposa ancora oggi con i restanti membri della sua famiglia.